# باشگاه فوتبال دارلاستون
باشگاه فوتبال دارلاستون (به انگلیسی: Darlaston Town Football Club) یک باشگاه فوتبال در شهر دارلاستون، کشور انگلستان است که در سال ۱۸۷۴ میلادی تأسیس شده‌است.